# James J. Lovelace

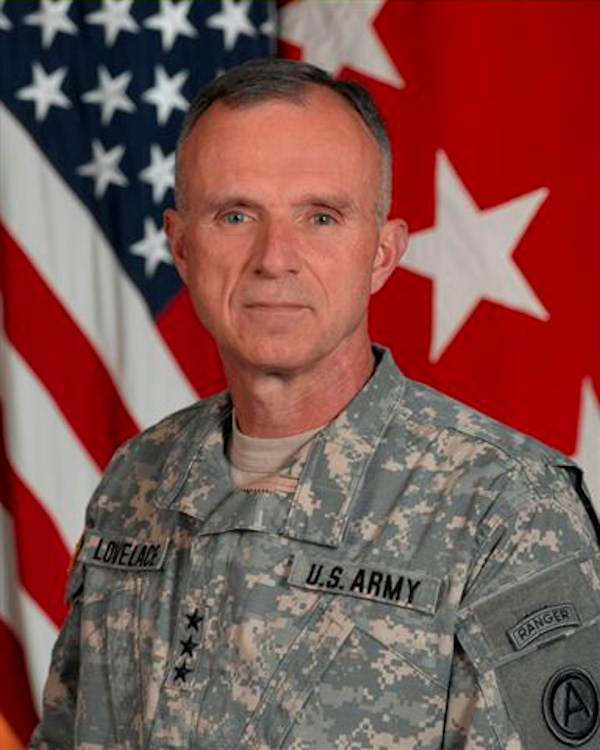
James J. Lovelace Jr.

James Judson Lovelace Jr. (* 22. September 1948 in Richmond, Virginia; † 26. Juli 2024) war ein Generalleutnant der United States Army. Er kommandierte unter anderem die 3. Armee.

## Militärische Laufbahn
In den Jahren 1966 bis 1970 durchlief James Lovelace die United States Military Academy in West Point. Nach seiner Graduation wurde er als Leutnant der Feldartillerie zugeteilt. In der Armee durchlief er anschließend alle Offiziersränge bis zum Dreisterne-General.
Im Lauf seiner Dienstzeit absolvierte er verschiedene Kurse und Schulungen. Dazu gehörten unter anderem der Field Artillery Basic Course, der Field Artillery Advanced Course, der Armor Advanced Course, das Armed Forces College, das Command and General Staff College sowie das Naval War College. Zudem erhielt er akademische Grade verschiedener Hochschulen.
In seinen jüngeren Jahren absolvierte Lovelace den für Offiziere in niederen Rangstufen üblichen Dienst in verschiedenen Einheiten und Standorten. Er war unter anderem Kommandeur bei Untereinheiten der 2. Infanteriedivision und des XVIII. Luftlandekorps. Zwischenzeitlich gehörte er dem Stab der Militärakademie in West Point an. Zudem diente er in verschiedenen Funktionen als Stabsoffizier. In dieser Eigenschaft war er unter anderem für die 1. Armee tätig.
Im weiteren Verlauf wurde James Lovelace Bataillonskommandeur einer Artillerieeinheit in Fort Bragg. Eine weitere Verwendung als Stabsoffizier fand er beim United States Alaskan Command auf der Elmendorf Air Force Base in Alaska. Später kommandierte er die Artillerie der 6. Infanteriedivision, die ebenfalls in Alaska stationiert war. Danach wurde Lovelace nach Südkorea versetzt, wo er unter anderem Stabschef der 2. Infanteriedivision war. Am 1. August 1996 erreichte er mit seiner Beförderung zum Brigadegeneral die Generalsränge.
Nach seiner Rückkehr in die Vereinigten Staaten wurde Lovelace kommandieren General der Joint Task Force 6 in Fort Bliss in Texas. Nach einer weiteren Verwendung als Stabsoffizier im Pentagon übernahm er das Kommando über die United States Army Alaska. Am 20. Dezember 2007 erhielt er mit dem Oberbefehl über die 3. Armee, die auch unter dem Namen United States Army Central bekannt ist, sein letztes Kommando. In dieser Funktion trat er die Nachfolge von R. Steven Whitcomb an. Im Jahre 2007 hatte die 3. US-Armee ihr Hauptquartier in Fort McPherson im US-Bundesstaat Georgia sowie eine vorgeschobene Basis in Camp Arifjan in Kuwait. Lovelace behielt sein Kommando bis zum 4. Mai 2009. Nachdem er sein Kommando an William G. Webster, Jr. abgegeben hatte, ging er in den Ruhestand.

## Orden und Auszeichnungen
James Lovelace erhielt im Lauf seiner militärischen Laufbahn unter anderem folgende Auszeichnungen:
- Army Distinguished Service Medal
- Defense Superior Service Medal
- Legion of Merit
- Meritorious Service Medal
- Army Commendation Medal
- Army Achievement Medal